# Каталан (микрорегион)

Каталан на карте.

Каталан (порт. Microrregião de Catalão) — микрорегион в Бразилии, входит в штат Гояс. Составная часть мезорегиона Юг штата Гойас. Население составляет 147 276 человек (на 2010 год). Площадь — 15 209,095 км². Плотность населения — 9,68 чел./км².

## Демография
Согласно сведениям, собранным в ходе переписи 2010 г. Национальным институтом географии и статистики (IBGE), население микрорегиона составляет:						
| Полное население                             | Полное население                             | Полное население                             | Полное население                             | 147 276 |
| -------------------------------------------- | -------------------------------------------- | -------------------------------------------- | -------------------------------------------- | ------- |
| в том числе:                                 | Городское население                          | 131 671                                      | Процент городского населения, %              | 89,40   |
|                                              | Сельское население                           | 15 605                                       | Процент сельского населения, %               | 10,60   |
|                                              | Мужское население                            | 74 427                                       | Процент мужского населения, %                | 50,54   |
|                                              | Женское население                            | 72 849                                       | Процент женского населения, %                | 49,46   |
| Плотность населения, чел/км²                 | Плотность населения, чел/км²                 | Плотность населения, чел/км²                 | Плотность населения, чел/км²                 | 9,68    |
| Население микрорегиона в % к населению штата | Население микрорегиона в % к населению штата | Население микрорегиона в % к населению штата | Население микрорегиона в % к населению штата | 2,45    |

## Статистика
- Валовой внутренний продукт на 2004 год составляет 3 254 694 000,00 реалов (данные: Бразильский институт географии и статистики).
- Валовой внутренний продукт на душу населения на 2004 год составляет 24 424,37 реала (данные: Бразильский институт географии и статистики).
- Индекс развития человеческого потенциала на 2000 год составляет 0,796 (данные: Программа развития ООН).

## Состав микрорегиона
В составе микрорегиона включены следующие муниципалитеты:
1. Аньянгуэра
2. Кампу-Алегри-ди-Гояс
3. Каталан
4. Корумбаиба
5. Кумари
6. Давинополис
7. Гояндира
8. Ипамери
9. Нова-Аурора
10. Овидор
11. Трес-Раншус